# Rosa iwara
Rosa iwara är en rosväxtart som beskrevs av Franz e Wilhelm Sieber och Eduard August von Regel. Rosa iwara ingår i släktet rosor, och familjen rosväxter. Inga underarter finns listade i Catalogue of Life.